# Ginnastica acrobatica ai Giochi mondiali 2022 - Gruppo femminile
La gara del gruppo femminile di ginnastica acrobatica ai Giochi mondiali 2022 si è svolta il 16 luglio 2022 a Birmingham.

## Risultati

### Qualificazioni
| Rank | Squadra                                                    | Nazione     | Balance | Dynamic | Totale | Note |
| ---- | ---------------------------------------------------------- | ----------- | ------- | ------- | ------ | ---- |
| 1    | Beatriz Carneiro, Francisca Maia, Barbara Sequeira         | Portogallo  | 29.470  | 28.730  | 58.200 | Q    |
| 2    | Nikol Aleinik, Meshi Hurvitz, Inbal Zeitounei              | Israele     | 28.450  | 27.970  | 56.420 | Q    |
| 3    | Kim Bergmans, Lise De Meyst, Bo Hollebosch                 | Belgio      | 27.750  | 28.630  | 56.380 | Q    |
| 4    | Viktoriia Kunitska, Oleksandra Malchuk, Daryna Pomianovska | Ucraina     | 28.170  | 27.810  | 55.980 | Q    |
| 5    | Isabel Chang, Sydney Martin, Maria Wooden                  | Stati Uniti | 27.530  | 27.170  | 54.700 | R1   |
| 6    | Esmee de Graaf, Sarai Huitema, Anna Koster                 | Paesi Bassi | 25.390  | 26.780  | 52.170 | R2   |

### Finale
| Rank | Squadra                                                    | Nazione    | Difficoltà | Esecuzione | Artistico | Totale | Note |
| ---- | ---------------------------------------------------------- | ---------- | ---------- | ---------- | --------- | ------ | ---- |
| 1    | Kim Bergmans, Lise De Meyst, Bo Hollebosch                 | Belgio     | 2.970      | 9.100      | 17.900    | 29.970 |      |
| 2    | Beatriz Carneiro, Francisca Maia, Barbara Sequeira         | Portogallo | 3.150      | 8.700      | 17.300    | 29.150 |      |
| 3    | Viktoriia Kunitska, Oleksandra Malchuk, Daryna Pomianovska | Ucraina    | 2.100      | 8.800      | 17.700    | 28.600 |      |
| 4    | Nikol Aleinik, Meshi Hurvitz, Inbal Zeitounei              | Israele    | 2.690      | 8.850      | 17.300    | 28.540 |      |